# ایستگاه متروی وستبورن پارک
ایستگاه متروی وستبورن پارک (انگلیسی: Westbourne Park tube station) یکی از ایستگاه‌های خط همرسمیت و سیتی و خط سیرکل متروی لندن است.
این ایستگاه که در منطقه سلطنتی کنزینگتون و چلسی قرار دارد در سال ۱۸۶۶ میلادی تأسیس شده است.